# Kareli (distrikt)
Kareli (georgiska: ქარელის მუნიციპალიტეტი, Karelis munitsipaliteti) är ett distrikt i Georgien. Det ligger i regionen Inre Kartlien, i den centrala delen av landet, 94 km nordväst om huvudstaden Tbilisi. Administrativt centrum är staden Kareli.